# Ногавица, Яромир
Я́ромир Но́гавица, известный также как Я́рек Ногавица (чеш. Jaromír Nohavica, Jarek Nohavica; род. 1953) — чешский поэт, композитор, мультиинструменталист, автор и исполнитель песен. В репертуаре Ногавицы, кроме песен собственного сочинения, также присутствуют песни Владимира Высоцкого, Булата Окуджавы, Карела Крыла и других. Как автор текстов музыкант сотрудничал с такими звёздами чешской музыки, как Вера Шпинарова, Мария Роттрова, Гайди Янку и другими.

## Биография
Яромир Ногавица родился 7 июня 1953 года в Остраве. В настоящее время он живёт в Остраве, хотя с 1978 по 1999 год жил в Чешском Тешине.
Ногавица начал играть на гитаре с 13 лет. Несмотря на то, что у него нет музыкального образования, он самостоятельно выучился игре на гитаре, скрипке, флейте и аккордеоне. Кроме музыки, частично самостоятельно изучал русский язык, большей частью — по песням Владимира Высоцкого и Булата Окуджавы.
В школьные годы вместе с друзьями организовал группу Nautilus Beat, уже в это время исполняя песни собственного сочинения. После обучения в общеобразовательной школе и школе библиотечного дела в Брно, он поступил в политехнический университет горного дела в Остраве, но не окончил обучение. Перепробовав различные профессии, в 1981 году он стал работать в музыкальной сфере. Первоначальная известность пришла к нему как к сочинителю текстов. Начиная с песен для местных групп Atlantis, Noe, Majestic, он добился сотрудничества с отделением Чешского Радио в Остраве и популярными певицами региона — Верой Шпинаровой и Марией Роттровой. Известность пришла к нему, когда он написал свою первую песню для Марии Роттровой, которая называлась «Lásko, voníš deštěm» («Ты пахнешь дождем, любимая»); стоит уточнить, что это кавер-версия песни группы Black Sabbath «She’s gone».
В 1982 году Ногавица начал исполнять свои песни на публичных концертах. Открыто критикуя зло неограниченной политической власти в своих текстах, он быстро стал одним из известнейших чешских исполнителей авторской песни. По понятным причинам его песни вызвали недовольство коммунистической цензуры, и, подобно многим другим исполнителям, песни которых содержали политический подтекст, он встретил много препятствий на пути выражения своего мнения. Изредка на концертах Ногавица исполнял песни Окуджавы и Высоцкого на языке оригинала.
В 1985 году Яромир был приглашён на фестиваль Porta, но ему не позволили появиться на сцене, и фактически вынудили покинуть город Пльзень, где обычно проходит этот фестиваль. Парадоксально, но в тот момент, когда Ногавица не имел возможности издавать свои песни, а средства массовой информации игнорировали его, он сумел завоевать место в первой десятке исполнителей в опросе Zlatý slavík («Золотой соловей»). Его творчество получило широкое распространение среди общественности в виде незаконных любительских аудиозаписей и самиздатных песенников.
Первым официально изданным альбомом Ногавицы стал Darmoděj, выпущенный в 1988 году, незадолго до падения коммунистического режима в Чехословакии. Darmoděj — это зрелый и сбалансированный альбом, собравший записи живых выступлений с конца 1987 по 1988 год. В 1989 году вышел сборник песен, озаглавленный Osmá barva duhy, а годом позже вслед за ним вышел сборник V tom roce pitomém.
После революции 1989 года, когда в Чехословакии рухнул коммунистический режим, у Ногавицы появился ещё более страшный неприятель — алкоголь. Концертные поездки заканчивались бессвязным лепетанием на сцене и ничтожным уровнем выступления. Многие не верили, что Ногавица вернется на сцену. Тем не менее, Ногавица нашёл в себе силы побороть эту привычку и в его творчестве обозначился новый виток — первый студийный альбом Ногавицы увидел свет в 1993 году. Альбом был назван Mikymauzoleum и скоро был признан одним из величайших чешских альбомов. Аранжировка, новаторская для того времени, была выполнена другим известным чешским музыкантом, Карелом Плихалом.
В 1994—95 годах, Ногавица сосредоточился на произведениях для детей (альбоме и книге Tři čuníci), а также полном издании своих текстов Písně Jaromíra Nohavici od A do Ž («Песни Яромира Ногавицы от А до Я»), выпущенном издательством Hitbox. Песенник содержал тексты, ноты и аккорды к 143 песням на 166 страницах. В сентябре 1994 года Ногавица исполнил все 143 песни в алфавитном порядке на девятичасовом концерте в замке Гельфштейн.
Следующий студийный проект Divné století, изданный в 1996 году, принес Ногавице «Ангела» — награду чешской Академии популярной музыки. Вскоре после выхода Divné století стал дважды платиновым альбомом в Чехии. Два года спустя Ногавица и ансамбль Kapela выпустили диск Koncert; участие других музыкантов в этой записи помогло представить музыку Ногавицы в новом свете. Альбом в основном содержал старый материал, но несколько ранее не издававшихся песен сделали его ещё более интересным.
В 2002 году Ногавица вместе с группой Čechomor и Карелом Плихалом записал саундтрек и сыграл одну из ролей в фильме режиссёра Петра Зеленки Rok Ďábla («Год Дьявола»). Фильм был награждён главным призом 37-го международного кинофестиваля в Карловых Варах в 2002 году, а также призами нескольких других международных кинофестивалей.
В 2006 году, когда из архивов были извлечены некоторые документы StB (государственной службы безопасности Чехословакии), выяснилось, что Ногавица сотрудничал с этой организацией. В архивах StB был обнаружен протокол сообщений Ногавицы о другом чешском барде Кареле Крыле. В ноябре 2007 года Ярослав Гутка опубликовал песню «Стукач из Тешина», в которой он обвинил Ногавицу в пособничестве тем, против кого он выступал в своих песнях. Ногавица признаёт свои контакты с StB, но, по его словам, эти сообщения никому не навредили.
В 2008 году Яромир Ногавица стал лауреатом литературной премии имени Божены Немцовой, присуждаемой Академией чешской литературы. Этой наградой академия отметила высокий поэтический уровень его альбомов Pražská pálená и Ikarus.
На 2010 год Ногавица запланировал свой первый приезд в Москву:

Похоже, что летом я впервые приеду в Москву. Надеюсь увидеть места, которые до этого знал только по песням Высоцкого и Окуджавы.— 

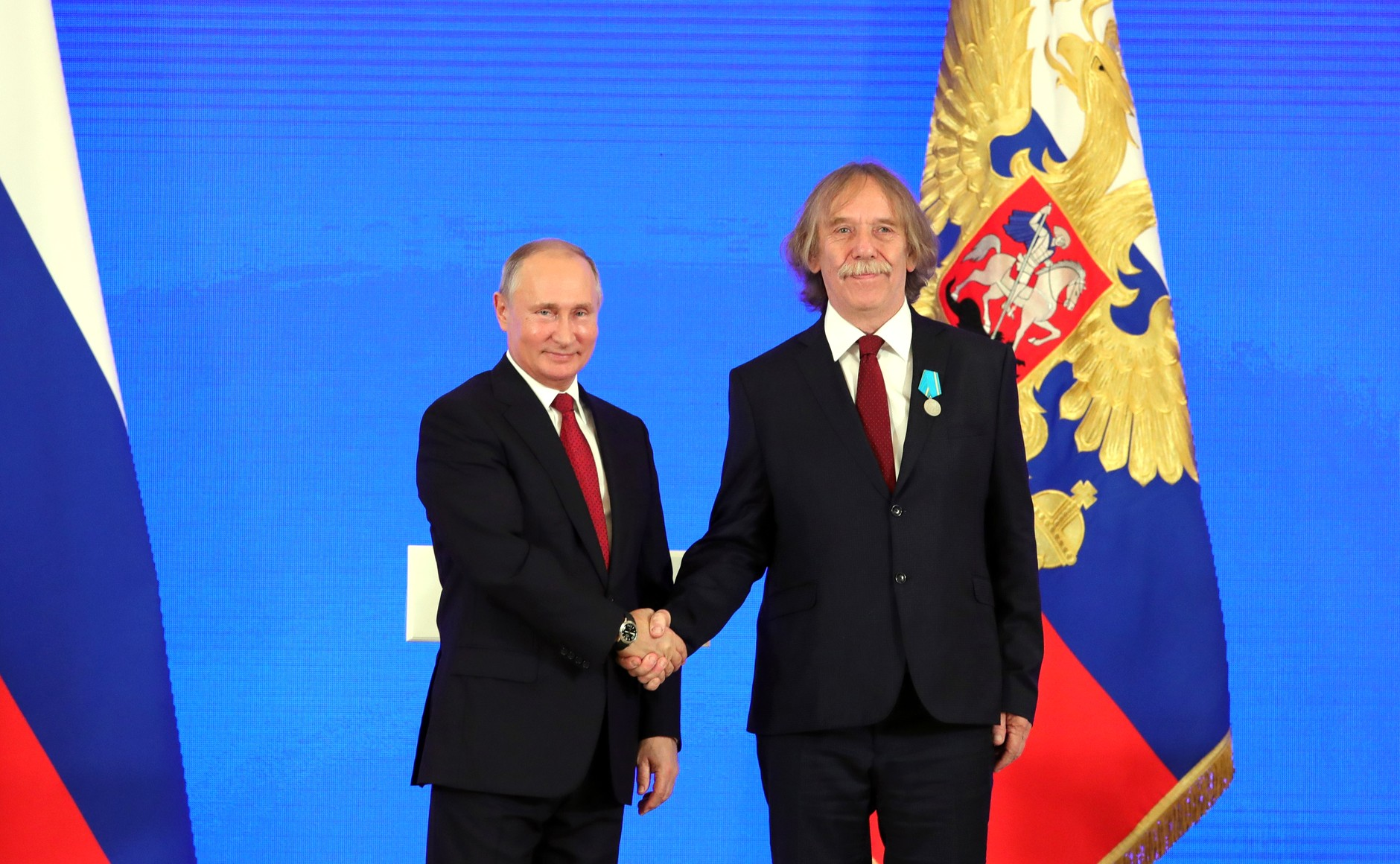
Награждение медалью Пушкина.
Москва, Кремль, 4 ноября 2018 года

Концерт прошёл 7 мая в Центральном доме художника в рамках программы Музея кино «Чешская кинодесятка». Гостем Яромира Ногавицы стал польский аккордеонист Роберт Кусьмерски.
29 июня 2012 года на фестивале Noc plná hvězd Ногавица представил очередной студийный альбом Tak mě tu máš, который, как и два предыдущих диска Ikarus и V Lucerně, по итогам года завоевал «Ангела», как самый продаваемый альбом в Чехии.
28 октября 2017 года был награждён чешской государственной медалью «За заслуги» I степени.
24 октября 2018 года за заслуги в укреплении дружбы и сотрудничества между народами, плодотворную деятельность по сближению и взаимообогащению культур наций и народностей награждён российской государственной наградой — медалью Пушкина. Награда вручена Президентом России Владимиром Путиным на торжественном приёме в Кремле 4 ноября 2018 года.

## Интернет
Ногавица активно использует сеть как для общения со своими поклонниками, так и для публикации новых материалов. 2 января 2012 года вышел уже пятый альбом в формате MP3, размещённый, как и предыдущие в свободном доступе на сайте музыканта.
25 декабря 2009 года в качестве рождественского подарка слушателям на домашней странице Ногавицы был запущен онлайн видеоканал TV Jarek и радиоканал Radio Jarek. Трансляцию просмотрели около 16 тысяч человек из 20 различных стран.
1 января 2011 года на сайте музыканта был опубликован очередной DVD-релиз, который также как и DVD Z pódia можно скачать с помощью торрент-клиента. Новый диск был записан 12 декабря 2010 года на благотворительном концерте в церкви Святого Духа в Остраве при участии Роберта Кусьмерски (аккордеон), Павлы Коваловой (флейта) и Вероники Линхартовой (скрипка), и носит название Adventní koncert («Благотворительный концерт»). Собранные средства (около 700 тысяч чешских крон) поступят в распоряжение церкви Святого Духа.

## Дискография

### Студийные альбомы
- 1993: Mikymauzoleum
- 1995: Darmoděj a další
- 1996: Divné století
- 2000: Moje smutné srdce
- 2003: Babylon
- 2012: Tak mě tu máš
- 2017: Poruba
- 2020: Máma mi na krk dala klíč

### Концертные альбомы
- 1988: Darmoděj (LP)
- 1989: Osmá barva duhy
- 1990: V tom roce pitomém
- 1994: Tři čuníci
- 1998: Koncert
- 2006: Doma
- 2008: Ikarus
- 2009: V Lucerně
- 2012: Koncerty 1982 a 1984
- 2014: Jarek Nohavica a přátelé
- 2018: V Gongu

### MP3-альбомы
- 2006: Pražská pálená
- 2006: Od Jarka pod stromeček
- 2009: Virtuálky
- 2010: Virtuálky 2
- 2012: Virtuálky 3

### Саундтреки
- 2002: Rok Ďábla

### Синглы
- 2002: Básnířka

### Компиляции
- 2013: Tenkrát

### Мини-альбомы
- 1985: Cesty (EP)
- 1988: Písně pro V.V. (2 EP)

### Видео
- 2006: Doma (DVD)
- 2008: Z pódia - On the road 2008 (DVD, в свободном доступе на официальном сайте Ногавицы)
- 2009: V Lucerně (DVD, Blu-Ray)
- 2011: Adventní koncert (DVD, в свободном доступе на официальном сайте Ногавицы)
- 2012: Půlnoční trolejbus (DVD, в свободном доступе на официальном сайте Ногавицы)
- 2014: Jarek Nohavica a přátelé (DVD)
- 2018: V Gongu (DVD)

### Бокс-сеты
- 1998: 3x Jarek Nohavica
- 2007: Box 4 CD
- 2009: Platinová kolekce

## Интересные факты
- В 1997 году Яромир Ногавица завоевал титул чемпиона Чехии по игре в скрэббл[10].
- Именем Ногавицы назван астероид 6539 Nohavica с обозначением 1982 QG, открытый 19 августа 1982 года чешским астрономом Зденькой Вавровой.